# 奥萨纳
奥萨纳（義大利語：Ossana），是意大利特伦托自治省的一个市镇。总面积25平方公里，人口839人，人口密度33.6人/平方公里（2009年）。ISTAT代码为022131。